# Discografia do The Cathedral Quartet
A discografia do The Cathedral Quartet compreende 67 álbuns de estúdio, 10 álbuns ao vivo e 43 compilações, totalizando 120 álbuns ao longo dos 36 anos de carreira do grupo. Os integrantes participantes de cada álbum estão mencionados a frente do respectivo álbum. Para a lista completa de integrantes e formações, ver Integrantes e Formações do The Cathedral Quartet.

## Álbuns de Estúdio

### 1963-1969[1]
| Ano  | Álbum                                                                      | Formação                                                | Faixas | Notas | Gravadora                           |
| 1963 | Introducing The Cathedral Trio                                             | Bobby Clark Glen Payne Danny Koker                      | Em Construção | - Sob o nome "The Cathedral Trio". | Cathedral Records                   |
| 1963 | When The Saints Go Marching In                                             | Bobby Clark Glen Payne Danny Koker                      | Em Construção | - Sob o nome "The Cathedral Trio". | Dovine Records                      |
| 1964 | Presenting The Cathedral Trio, The Mariner's Quartet & Gospel Harmony Boys | Bobby Clark Glen Payne Danny Koker                      | Em Construção | - Sob o nome "The Cathedral Trio". - Em parceria com The Mariner's Quartet e Gospel Harmony Boys.                                          | Harmony Records                     |
| 1964 | Beyond The Sunset                                                          | Bobby Clark Glen Payne Danny Koker George Younce        | 1.Beyond The Sunset 2.What A Friend We Have In Jesus 3.How Great Thou Art 4.Abide With Me 5.Whispering Hope 6.Amazing Grace 7.Old Rugged Cross 8.In The Garden 9.Sweet Hour Of Prayer 10.When They Ring The Golden Bells 11.Rock Of Ages 12.Pearly White City                                              | - O primeiro álbum sob o nome "The Cathedral Quartet".                                                                                     | Dovine Records                      |
| 1965 | Taller Than Trees                                                          | Bobby Clark Glen Payne Danny Koker George Younce        | 1.Taller Than Trees 2.Noah Found Grace 3.I Want To Walk As Close As I Can 4.Heavenly Parade 5.Sunday Meetin' Time 6.Close To The Master 7.Tramp On The Street 8.I Know Who Holds Tomorrow 9.I'll Pray For You 10.I Wouldn't Take Nothin' For My Journey Now 11.Faith Unlocks The Door 12.Out Of The Depths | | Dovine Records                      |
| 1965 | Presenting The Cathedral Trio, The Mariner's Quartet & Gospel Harmony Boys | Bobby Clark Glen Payne Danny Koker George Younce        | Em Construção | - Relançamento do álbum de 1964, adicionando-se a voz de George Younce. - Em parceria com The Mariner's Quartet e Gospel Harmony Boys.     | Harmony Records                     |
| 1965 | The Cathedral Quartet With Strings                                         | Bobby Clark Glen Payne Danny Koker George Younce        | 1.Lonely Road Up Calvary's Way 2.Hide Thou Me 3.Do You Need A Friend? 4.Take This Whole World 5.Near To The Heart Of God 6.Child Of The King 7.Climb Every Mountain 8.Lord, I Need You Again Today 9.If I Can Help Somebody 10.This Ole House 11.He 12.Twenty-One                                          | - Relançado em 1975. | Heartwarming                        |
| 1966 | The Cathedral Quartet With Brass                                           | Bobby Clark Glen Payne Danny Koker George Younce        | 1.Return 2.I Feel Like Shoutin' 3.He Cared That Much For Me 4.America, My Home 5.Teach Me, Lord, To Wait 6.Great Day 7.When We All Get Together With The Lord 8.The Lord I Worship 9.I Asked The Lord 10.Beyond Understanding 11.His Hand In Mine 12.May The Good Lord Bless And Keep You                  | - Relançado em 1975. | Heartwarming                        |
| 1966 | Greatest Gospel Hits                                                       | Bobby Clark Glen Payne Danny Koker George Younce        | 1.He's Got The Whole World In His Hands 2.Peace In The Valley 3.I Wanna Know 4.Where No One Stands Alone 5.Lead Me To That Rock 6.How Long Has It Been 7.Footprints Of Jesus 8.Light Of Love 9.Let's Go To Church 10.No Disappointments In Heaven 11.He Bought My Soul 12.Heaven In A Dream                | Compilação dos maiores hinos gospel da época.                                                                                              | Scripture Records                   |
| 1966 | Land Of The Bible                                                          | Bobby Clark Glen Payne Danny Koker George Younce        | | Álbum gravado em parceria com o pastor Rex Humbard, da Cathedral of Tomorrow. Último com a participação de Bobby Clark.                    | Cathedral Records/ Hymntime Records |
| 1967 | I Saw The Light                                                            | Mack Taunton Glen Payne Danny Koker George Younce       | 1.Mama's Teaching Angels 2.Great Big Wonderful God 3.He Touched Me 4.Cheer The Weary Travelers 5.When All God's Singers Get Home 6.Will The Lord Be With Me 7.I Saw The Light 8.Who Am I 9.Since Jesus Passed By 10.Palms Of Victory 11.For God So Loved 12.I Came Here To Stay                            | Primeiro álbum com Mack Taunton como 1o Tenor.                                                                                             | Cathedral Records                   |
| 1968 | Family Album                                                               | Mack Taunton Glen Payne Danny Koker George Younce       | 1.The Healer (He Was Wounded) 2.Open Up Your Heart 3.When You Pray 4.Jesus Loves Me 5.I'll Meet You In The Morning 6.Nearer My God To Thee 7.God Will Take Care Of You 8.Brighten The Corner Where You Are 9.Lord, I'm Coming Home 10.Leaning On Everlasting Arms 11.Oh How I Love Jesus                   | - Com participação das esposas e filhos.                                                                                                   | Cathedral Records                   |
| 1968 | Focus On Glen Payne                                                        | Mack Taunton Glen Payne Danny Koker George Younce       | 1.Hand In Hand 2.Man In The Sky 3.Something Within 4.Love Like The Love Of God 5.Oh What A Saviour 6.Paradise Is Waiting 7.It's Different Now 8.Gonna Take A Ride 9.Never Grow Old 10.I'd Rather Have Jesus 11.Until Then 12.If We Never Meet Again                                                        | Glen Payne ajudou na produção deste álbum além de se destacar na maioria dos solos e composições. Este foi o último álbum com Danny Koker. | Hymntone Records                    |
| 1969 | Jesus Is Coming Soon                                                       | Mack Taunton Glen Payne George A. Webster George Younce | 1.Yesterday 2.Help Me Lord 3.Sweet Relief 4.So Dearly 5.Jesus My Wonderful Lord 6.Jesus Is Coming Soon 7.Kneel At The Cross 8.You Better Get Ready 9.Big Boss 10.Had It Not Been 11.Rock Of Ages | Primeiro álbum com a participação de George Amon Webster, substituindo Danny Koker como barítono(alternando com 2o Tenor) e pianista.      | Eternal Records                     |

### 1970-1979[2]
| Ano  | Álbum                                                  | Formação                                                               | Notas | Gravadora       |
| ---- | ------------------------------------------------------ | ---------------------------------------------------------------------- | --- | --------------- |
| 1970 | I'm Nearer Home                                        | Mack Taunton Glen Payne George A. Webster George Younce                | | Eternal Records |
| 1970 | It's Music Time                                        | Mack Taunton Glen Payne George A. Webster George Younce                | | Eternal Records |
| 1970 | A Little Bit Of Everything                             | Mack Taunton Glen Payne George A. Webster George Younce                | | Canaan Records  |
| 1971 | Everything's Alright                                   | Mack Taunton Glen Payne George A. Webster George Younce Lorne Matthews | | Canaan Records  |
| 1971 | Somebody Loves Me                                      | Roger Horne Glen Payne Roy Tremble George Younce Lorne Matthews        | | Eternal Records |
| 1971 | Right On                                               | Roger Horne Glen Payne Roy Tremble George Younce Lorne Matthews        | | Eternal Records |
| 1972 | Welcome To Our World                                   | Roger Horne Glen Payne Roy Tremble George Younce Lorne Matthews        | | Eternal Records |
| 1973 | Seniors In Session                                     | Roy Tremble Glen Payne Bill Dykes George Younce George A. Webster      | | Eternal Records |
| 1973 | Town And Country                                       | Roy Tremble Glen Payne Bill Dykes George Younce George A. Webster      | | Eternal Records |
| 1973 | The Last Sunday                                        | Roy Tremble Glen Payne Bill Dykes George Younce George A. Webster      | | Canaan Records  |
| 1974 | Our Statue Of Liberty                                  | Roy Tremble Glen Payne George A. Webster George Younce Haskell Cooley  | | Canaan Records  |
| 1975 | Plain Ole Gospel                                       | Roy Tremble Glen Payne George A. Webster George Younce Haskell Cooley  | | Eternal Records |
| 1975 | For Keeps                                              | Roy Tremble Glen Payne George A. Webster George Younce Haskell Cooley  | | Canaan Records  |
| 1976 | The Cathedral Quartet Sings Albert E. Brumley Classics | Roy Tremble Glen Payne George A. Webster George Younce Haskell Cooley  | | Eternal Records |
| 1976 | Easy On The Ears, Heavy On The Heart                   | Roy Tremble Glen Payne George A. Webster George Younce Haskell Cooley  | | Canaan Records  |
| 1977 | Then And Now                                           | Roy Tremble Glen Payne George A. Webster George Younce Haskell Cooley  | | Canaan Records  |
| 1977 | One At a Time                                          | Roy Tremble Glen Payne George A. Webster George Younce Haskell Cooley  | | Canaan Records  |
| 1978 | The Cathedral Quartet Featuring Oh What a Love         | Roy Tremble Glen Payne George A. Webster George Younce Haskell Cooley  | | Eternal Records |
| 1978 | Sunshine And Roses                                     | Roy Tremble Glen Payne George A. Webster George Younce Haskell Cooley  | | Canaan Records  |
| 1979 | You Ain't Heard Nothing Yet                            | Roy Tremble Glen Payne George A. Webster George Younce Haskell Cooley  | | Canaan Records  |
| 1979 | Then I Found Jesus                                     | Roy Tremble Glen Payne George A. Webster George Younce Lorne Matthews  | | Eternal Records |
| 1979 | Keep On Singing                                        | Roy Tremble Glen Payne George A. Webster George Younce Lorne Matthews  | - Relançado no mesmo ano com a voz de Kirk Talley e Steve Lee                                                              | Eternal Records |
| 1979 | Smooth As Silk                                         | Kirk Talley Glen Payne Steve Lee George Younce Roger Bennett           | Primeiro álbum gravado unicamente por Kirk Talley e Steve Lee, assim como o primeiro álbum de Roger Bennett como pianista. | Eternal Records |

### 1980-1989[3]
| Ano  | Álbum                             | Formação                                                              | Notas | Gravadora                                               |
| ---- | --------------------------------- | --------------------------------------------------------------------- | --- | ------------------------------------------------------- |
| 1980 | Better Than Ever                  | Kirk Talley Glen Payne Steve Lee George Younce Roger Bennett          | *Contém uma nova versão de "I Know a man who can", do álbum anterior. | Canaan Records                                          |
| 1980 | Interwoven                        | Kirk Talley Glen Payne Steve Lee George Younce Roger Bennett          | *Álbum contendo alguns clássicos gospel do estilo Negro Spiritual e hinos tradicionais repaginados - Este foi o último álbum com Steve Lee como barítono(alternando com 2o Tenor).                                                                          | Eternal Records                                         |
| 1980 | Telling The World About His Love  | Kirk Talley Glen Payne Mark Trammell George Younce Roger Bennett      | *Primeiro álbum com Mark Trammell como barítono(alternando com 2o Tenor), substituindo Steve Lee. | Eternal Records                                         |
| 1981 | Cherish That Name                 | Kirk Talley Glen Payne Mark Trammell George Younce Roger Bennett      | | Canaan Records                                          |
| 1981 | Colors Of His Love                | Kirk Talley Glen Payne Mark Trammell George Younce Roger Bennett      | | Canaan Records                                          |
| 1982 | Greater                           | Kirk Talley Glen Payne Mark Trammell George Younce Roger Bennett      | | Canaan Records                                          |
| 1982 | Oh Happy Day                      | Kirk Talley Glen Payne Mark Trammell George Younce Roger Bennett      | | Eternal Records                                         |
| 1982 | Something Special                 | Kirk Talley Glen Payne Mark Trammell George Younce Roger Bennett      | | Canaan Records                                          |
| 1983 | Individually                      | Kirk Talley Glen Payne Mark Trammell George Younce Roger Bennett      | *Álbum que destaca performances individuais de cada componente ao invés do quarteto completo. Contém 10 faixas, sendo que cada integrante do grupo contém duas canções(inclusive Roger Bennett, que canta a canção "Keeper of the well").                   | Canaan Records                                          |
| 1983 | Voices In Praise A Cappella       | Kirk Talley Glen Payne Mark Trammell George Younce Roger Bennett      | *Gravado inteiramente Acapella(sem acompanhamentos instrumentais). | Riversong Records                                       |
| 1983 | Favorites Old And New             | Kirk Talley Glen Payne Mark Trammell George Younce Roger Bennett      | | Canaan Records                                          |
| 1983 | Featuring George Younce           | Kirk Talley Glen Payne Mark Trammell George Younce Roger Bennett      | | Canaan Records                                          |
| 1983 | Featuring Glen Payne              | Kirk Talley Glen Payne Mark Trammell George Younce Roger Bennett      | | Canaan Records                                          |
| 1984 | Distinctively                     | Danny Funderburk Glen Payne Mark Trammell George Younce Roger Bennett | *Primeiro álbum com Danny Funderburk como 1o tenor, substituindo Kirk Talley. | Eternal Records                                         |
| 1984 | The Prestigious Cathedral Quartet | Danny Funderburk Glen Payne Mark Trammell George Younce Roger Bennett | | Riversong Records/ Heartwarming Records/ Benson Records |
| 1985 | An Old Convention Song            | Danny Funderburk Glen Payne Mark Trammell George Younce Roger Bennett | | Riversong Records                                       |
| 1985 | Especially For You                | Danny Funderburk Glen Payne Mark Trammell George Younce Roger Bennett | | Riversong Records/ Heartwarming Records/ Benson Records |
| 1985 | A Cathedral Christmas A Capella   | Danny Funderburk Glen Payne Mark Trammell George Younce Roger Bennett | | Riversong Records                                       |
| 1986 | Master Builder                    | Danny Funderburk Glen Payne Mark Trammell George Younce Roger Bennett | *Após este álbum, foi lançado o álbum ao vivo "Travelin Live", seguido do recesso temporário de Roger Bennett, sendo substituído pelo pianista e cantor Gerald Wolfe.                                                                                       | Riversong Records                                       |
| 1987 | Land Of Living                    | Danny Funderburk Glen Payne Mark Trammell George Younce Gerald Wolfe  | *Primeiro álbum com Gerald Wolfe | Riversong Records/Heartwarming Records/ Benson Records  |
| 1987 | Symphony Of Praise                | Danny Funderburk Glen Payne Mark Trammell George Younce Gerald Wolfe  | - Com participação da Orquestra Sinfônica de Londres. - Estrelando Gerald Wolfe na canção "Champion of Love", um dos maiores sucessos do grupo. | Riversong Records                                       |
| 1988 | Goin' In Style                    | Danny Funderburk Glen Payne Mark Trammell George Younce Gerald Wolfe  | * Álbum com canções alternativas - Último com Gerald Wolfe | Riversong Records                                       |
| 1989 | I've Just Started Living          | Danny Funderburk Glen Payne Mark Trammell George Younce Roger Bennett | - Este álbum marcou o retorno de Roger Bennett como pianista do grupo, além de ser o último álbum de estúdio com Danny Funderburk, que se destaca na canção título "I've just started living". - Eleito "Álbum do Ano de 1990" pela Singinng News Magazine. | Homeland Records                                        |

### 1990-1999[5]
| Ano       | Álbum                                | Formação                                                         | Notas | Gravadora                        |
| --------- | ------------------------------------ | ---------------------------------------------------------------- | --- | -------------------------------- |
| 1990      | Climbing Higher And Higher           | Ernie Haase Glen Payne Mark Trammell George Younce Roger Bennett | * Primeiro álbum com Ernie Haase e último com Mark Trammell. Este foi o único álbum gravado por esta formação.                           | Homeland Records                 |
| 1991      | The Best Of Times                    | Ernie Haase Glen Payne Scott Fowler George Younce Roger Bennett  | * Primeiro álbum com Scott Fowler, substituindo Mark Trammell como barítono(alternando com 2o tenor) e também como guitarrista/baixista. | Homeland Records                 |
| 1993      | High And Lifted Up                   | Ernie Haase Glen Payne Scott Fowler George Younce Roger Bennett  | - Eleito "Álbum do Ano de 1995" pela Singing News Magazine.                                                                              | Canaan Records/ Word Records     |
| 1994      | Worship His Praise - Acapella Praise | Ernie Haase Glen Payne Scott Fowler George Younce Roger Bennett  | * Álbum acapella com hinos clássicos. | Canaan Records/ Word Records     |
| 1995      | Raise The Roof - 30th Anniversary    | Ernie Haase Glen Payne Scott Fowler George Younce Roger Bennett  | | Homeland Records                 |
| 1996      | Radio Days                           | Ernie Haase Glen Payne Scott Fowler George Younce Roger Bennett  | | Homeland Records/ Canaan Records |
| 1997      | Together                             | Ernie Haase Glen Payne Scott Fowler George Younce Roger Bennett  | - Em parceria com The Florida Boys. | Arrival Records                  |
| 1998/1999 | Faithful                             | Ernie Haase Glen Payne Scott Fowler George Younce Roger Bennett  | - Eleito "Álbum do Ano de 1998" pela Singing News Magazine. - Este foi o último álbum gravado.                                           | Homeland Records                 |

## Álbuns Ao Vivo[2][3][5]
| Ano  | Álbum                                   | Formação                                                              | Notas | Gravadora                                             |
| ---- | --------------------------------------- | --------------------------------------------------------------------- | --- | ----------------------------------------------------- |
| 1974 | Live In Concert                         | Roy Tremble Glen Payne George A. Webster George Younce Haskell Cooley | | Eternal Records                                       |
| 1979 | Live With The Cathedral Quartet         | Roy Tremble Glen Payne George A. Webster George Younce Haskell Cooley | | Eternal Records                                       |
| 1983 | Live In Atlanta                         | Kirk Talley Glen Payne Mark Trammell George Younce Roger Bennett      | - Duas versões deste álbum foram lançadas, uma contendo "Movin' Up To Gloryland" e outra não. - Este álbum marcou a despedida de Kirk Talley como 1o tenor, sendo substituido por Danny Funderburk.                           | Riversong Records                                     |
| 1986 | Travelin' Live                          | Danny Funderburk Glen Payne Mark Trammell George Younce Roger Bennett | Após este álbum, Roger Bennett se afastou do grupo temporariamente, senso substituido por Gerald Wolfe como pianista. | Riversong Records/Heartwarming Records/Benson Records |
| 1992 | Camp Meeting Live                       | Ernie Haase Glen Payne Scott Fowler George Younce Roger Bennett       | | Canaan Records/ Word Records                          |
| 1994 | 50 Faithful Years                       | Ernie Haase Glen Payne Scott Fowler George Younce Roger Bennett       | - Produzido por Bill Gaither, em comemoração aos 50 anos de carreira de Glen Payne e George Younce. | Spring Hill Records                                   |
| 1995 | A Reunion                               | Ernie Haase Glen Payne Scott Fowler George Younce Roger Bennett       | - Presentes os ex-membros Bobby Clark, Mack Taunton, Roy Tremble, Mark Trammell, George A. Webster, Haskell Cooley, Danny Funderburk, Gerald Wolfe e Kirk Talley. - Eleito "Álbum do Ano de 1996" pela Singing News Magazine. | Canaan Records/ Word Records                          |
| 1996 | Moody Radio Presents... Live In Chicago | Ernie Haase Glen Payne Scott Fowler George Younce Roger Bennett       | - Descoberto por Ernie Haase em 2012 e lançado naquele ano. | StowTown Records                                      |
| 1997 | Alive! Deep In The Heart Of Texas       | Ernie Haase Glen Payne Scott Fowler George Younce Roger Bennett       | | Homeland Records                                      |
| 1999 | A Farewell Celebration                  | Ernie Haase Glen Payne Scott Fowler George Younce Roger Bennett       | - Concerto de despedida do grupo, devido à aposentadoria de Glen Payne e George Younce. - Eleito "Álbum do Ano de 2000" pela Singing News Magazine.                                                                           | Spring Hill Records                                   |
| 1999 | Live In Jacksonville                    | Ernie Haase Glen Payne Scott Fowler George Younce Roger Bennett       | | Homeland Records                                      |

## Compilações[2][3][5][6]
NOTA: Os álbuns lançados a partir de 2000 foram lançados por gravadoras detentoras de direitos sobre as músicas do grupo, visto que o mesmo encerrou suas atividades em 1999.
| Ano  | Álbum                                           | Notas | Gravadora                                             |
| ---- | ----------------------------------------------- | --- | ----------------------------------------------------- |
| 1971 | Hits                                            | - Relançamento do álbum "Greatest Gospel Hits", de 1966. - Contém os vocais originais de 1966, apesar de a capa mostrar membros da formação de 1971.                                                           | Eternal Records                                       |
| 1971 | Request Time                                    | - Relançamento dos álbuns "Cathedral Quartet With Strings" (1965), e "Cathedral Quartet With Brass" (1966). - Contém os vocais originais de 1965 e 1966, apesar de a capa mostrar membros da formação de 1971. | Riversong Records                                     |
| 19̈76 | The Best Of The Cathedrals                      | - Relançamento dos álbuns "I Saw The Light" (1967), "Jesus Is Coming Soon" (1969), "I'm Nearer Home" (1970), e "Right On" (1971). - Relançado em 1978, apenas com a capa diferente.                            | Eternal Records                                       |
| 19̈76 | Music Time                                      | - Relançamento dos álbuns "It's Music Time" (1970), "Somebody Loves Me" (1971), e "Town And Country" (1973).                                                                                                   | Eternal Records                                       |
| 1979 | Oh What a Love                                  | - Relançamento dos álbuns "Plain Ole Gospel" (1975), "One At a Time" (1978), "Oh What a Love" (1978), e "Then I Found Jesus" (1979).                                                                           | Eternal Records                                       |
| 1980 | Special                                         | - Relançamento dos álbuns "Smooth As Silk" (1979) e "Interwoven" (1980). | Eternal Records                                       |
| 1981 | Something Special From The Cathedral Quartet    | | Eternal Records                                       |
| 1982 | A Collection Of Their Best                      | | Eternal Records                                       |
| 1984 | Classics                                        | - Compilação de canções dos álbuns "Cathedral Quartet With Strings" (1965), e "Cathedral Quartet With Brass" (1966).                                                                                           | Heartwarming Records                                  |
| 1986 | Classics Vol. 2                                 | | Heartwarming Records                                  |
| 1988 | Collection Vol. 1                               | | Riversong Records                                     |
| 1989 | 25th Anniversary                                | | Homeland Records                                      |
| 1989 | Collection Vol. 2                               | | Riversong Records                                     |
| 1990 | The Collector's Series                          | | Homeland Records                                      |
| 1991 | Collection Vol. 3                               | | Riversong Records                                     |
| 1992 | Masters Of Gospel                               | | Riversong Records                                     |
| 1993 | Some Of Their Finnest Moments                   | | Homeland Records                                      |
| 1995 | Sunday Gospel Singing                           | | Homeland Records                                      |
| 1995 | 20 Favorites Vol. 1                             | | Benson Records                                        |
| 1996 | 20 Favorites Vol. 2                             | | Benson Records                                        |
| 1996 | The Cathedral Collection                        | | Homeland Records                                      |
| 1999 | Anthology - A 35 Year Musical Journey           | | Homeland Records                                      |
| 1999 | 21 Favorite Hymns And Songs Of The Church       | | Homeland Records                                      |
| 1999 | Through The Years - 20 All-Time Favorites       | | Homeland Records                                      |
| 1999 | 20 Convention Classics                          | | Diamante Records                                      |
| 1999 | Hymns And Spiritual Songs                       | | Riversong Records/Heartwarming Records/Benson Records |
| 2000 | Signature Songs Vol. 1                          | | Homeland Records                                      |
| 2000 | Signature Songs Vol. 1                          | | Homeland Records                                      |
| 2000 | Southern Gospel Treasury                        | | Epic Records                                          |
| 2000 | Super Hits                                      | | Word Records                                          |
| 2000 | Telling The World                               | | Homeland Records                                      |
| 2000 | Precious Memories - Acapella Favorites          | | Riversong Records/Heartwarming Records/Benson Records |
| 2000 | Precious Memories - Hymns Of Faith              | | Riversong Records/Heartwarming Records/Benson Records |
| 2000 | Precious Memories - Inspirational Hits          | | Riversong Records/Heartwarming Records/Benson Records |
| 2001 | Years Gone By Vol. 1                            | | Homeland Records                                      |
| 2001 | Live - Coast To Coast                           | | Cathedral Records                                     |
| 2001 | The Cathedrals                                  | | Madacy Entertainment Group                            |
| 2002 | The Best Of The Cathedrals                      | | Gaither Gospel Group                                  |
| 2003 | Essential #1 Hits                               | | Homeland Records                                      |
| 2003 | Live In Concert/Live With The Cathedral Quartet | - Relançamento dos álbuns "Live In Concert" (1974) e "Live With The Cathedral Quartet" (1979). | Eternal Records                                       |
| 2005 | Cathedral Classics                              | | New Haven Records                                     |
| 2006 | Remembering The Cathedrals                      | | Daywind                                               |
| 2009 | The Early Years                                 | - Coletânea lançada independentemente por Bobby Clark, tenor original do Cathedral Quartet. |                                                       |